# Ecuador
De Republiek Ecuador (Spaans: República del Ecuador) is een land in het noordwesten van Zuid-Amerika. Het land grenst in het noorden aan Colombia, in het oosten en zuiden aan Peru, en in het westen aan de Stille Oceaan. Het land is genoemd naar de evenaar (in het Spaans: ecuador), die het land doorsnijdt.
De hoofdstad van Ecuador is Quito, de grootste stad van het land is Guayaquil. Naar schatting (2018) heeft Ecuador 17 miljoen inwoners.

## Geschiedenis
Al lang voordat de Inca's zich in de 15e eeuw in het gebied vestigden bestonden er in Ecuador verschillende indiaanse culturen. De meesten van hen woonden aan de kust en in de hooglanden.
In de 15e eeuw vestigden de Inca's zich in Ecuador. 
In 1534 veroverden de Spaanse conquistadores, onder leiding van Francisco Pizarro Ecuador. De Spanjaarden stichtten de huidige hoofdstad Quito.
Op 10 augustus 1809 ontstond in Quito voor het eerst de roep om onafhankelijkheid van Spanje. In 1822 versloegen onafhankelijkheidsstrijders het Spaanse leger, en het land sloot zich vervolgens aan bij de republiek Groot-Colombia van Simón Bolívar. In 1830 viel die republiek uit elkaar, en werd Ecuador een onafhankelijke republiek.

## Geografie

### Fysieke kenmerken

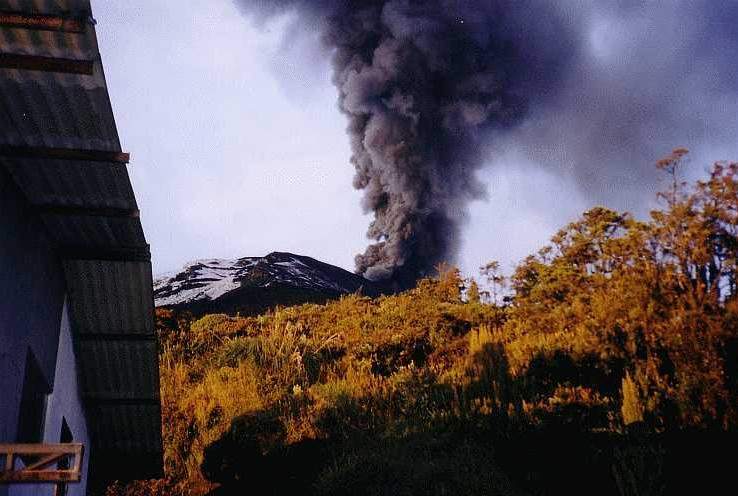
Sinds 1999 is de vulkaan de Tungurahua weer actief. Regelmatig werpt hij rook en as tot 3 kilometer de lucht in.

De lengte van de landgrenzen is 2010 kilometer (590 km met Colombia, 1420 km met Peru). De kustlijn meet 2237 kilometer. De Chimborazo in de Andes is een 6310 meter hoge (dode) vulkaan en is het hoogste punt van het land. Het land heeft een totale oppervlakte van 283.560 km². Daarvan bestaat 257.217 km² uit land en 24.953 km² uit water.
Het land wordt in vier zones verdeeld: de kust (Costa), de Andes (Sierra), het Amazonebekken (Oriente) en de Galapagoseilanden.
De kust bestaat uit vruchtbare grond die voor landbouw wordt gebruikt. Het gebied bevindt zich slechts enkele meters boven de zeespiegel en bijgevolg zijn de temperaturen er hoog (tot 40 °C). In dit gebied ligt de grootste stad van het land: Guayaquil. De grootste in de Grote Oceaan uitmondende rivier van Zuid-Amerika, de Guayas, heeft hier haar monding.
De Andes loopt door het midden van het land van noord naar zuid. In het hooggebergte liggen de hoofdstad Quito en de derde stad Cuenca, op een hoogte van 2500 meter. Het klimaat is daar mild. In het gebergte liggen ook enkele vulkanen die een hoogte van 5000 tot 6000 meter bereiken. Een aantal daarvan is nog actief.
Het Amazoneregenwoud ligt in het oosten van het land. Het klimaat is er tropisch: warm en vochtig. De vele rivieren in dit gebied zijn allemaal vertakkingen van de Amazone.
De Galapagoseilanden worden als vierde zone van Ecuador beschouwd. Op deze eilanden hebben zich een unieke flora en fauna ontwikkeld.

### Steden
De hoofdstad is Quito. De grootste stad van het land is Guayaquil.
| #                                    | Stad                           | Provincie                      | Inwoners  |
| ------------------------------------ | ------------------------------ | ------------------------------ | --------- |
| 1                                    | Guayaquil                      | Guayas                         | 2 278 691 |
| 2                                    | Quito                          | Pichincha                      | 1 607 734 |
| 3                                    | Cuenca                         | Azuay                          | 329 928   |
| 4                                    | Santo Domingo de los Colorados | Santo Domingo de los Tsáchilas | 270 875   |
| 5                                    | Machala                        | El Oro                         | 231 260   |
| 6                                    | Durán                          | Guayas                         | 230 839   |
| 7                                    | Manta                          | Manabí                         | 217 553   |
| 8                                    | Portoviejo                     | Manabí                         | 206 682   |
| 9                                    | Loja                           | Loja                           | 170 280   |
| 10                                   | Ambato                         | Tungurahua                     | 165 185   |
| Aantallen volgens de census van 2010 |                                |                                |           |

Enkele andere steden zijn:
- Esmeraldas
- La Libertad
- Riobamba
- Nueva Loja
- Puyo

## Klimaat

Kaart van Ecuador met de Klimaatclassificatie van Köppen

Er is een grote variatie in het klimaat, grotendeels bepaald door de hoogte. Het is het hele jaar door mild in de bergvalleien, met een vochtig subtropisch klimaat in de kustgebieden en regenwoud in de laaglanden. Van oost naar west gezien heeft het kustgebied van de Stille Oceaan een tropisch klimaat met een zeer nat regenseizoen. In de Andes-hooglanden heerst een gematigd klimaat en is het relatief droog en het Amazonebekken, aan de oostkant van de bergen, kent een tropisch regenwoudklimaat.

## Bestuurlijke indeling
Ecuador bestaat uit vier regio's en is onderverdeeld in 24 provincies. Een provincie is ingedeeld in kantons, die op hun beurt bestaan uit gemeenten.

## Politiek
- Zie ook: Lijst van presidenten van Ecuador

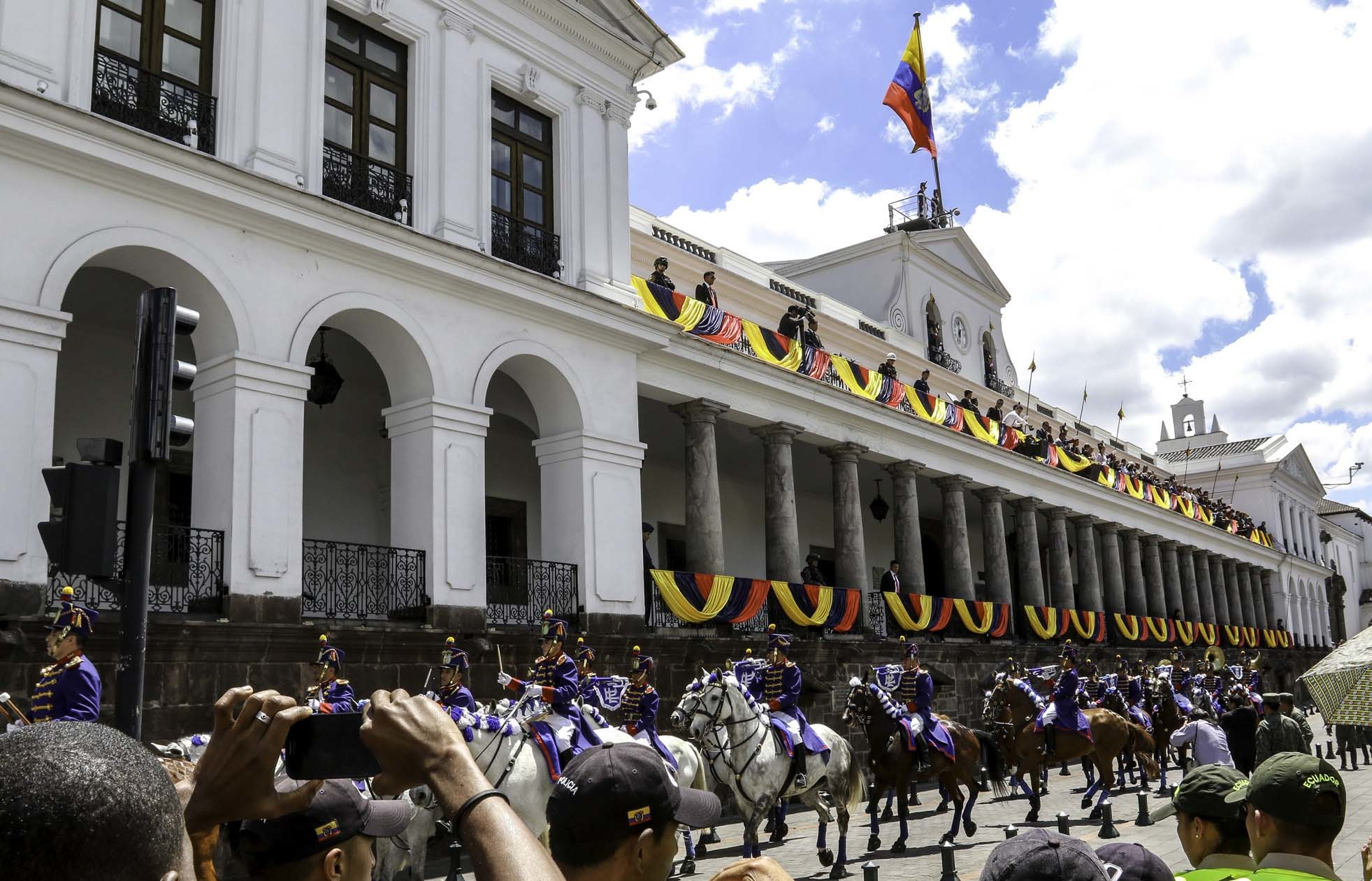
Het presidentiële paleis

Ecuador is een republiek. Staatshoofd sinds 2023 is president Daniel Noboa.
Ecuador wordt bestuurd door een democratisch gekozen president. Hij wordt voor de periode van vier jaar gekozen en kan eenmaal herkozen worden. Als staatshoofd en hoofdregeringsfunctionaris is hij verantwoordelijk voor het openbaar bestuur waaronder de aanstelling van ministers en ambtenaren. De gouverneurs van de provincies en plaatselijke besturen, zoals burgemeesters, wethouders en raadsleden, worden rechtstreeks gekozen. De president van Ecuador oefent zijn macht uit vanuit het presidentiële Palacio de Carondelet in de hoofdstad Quito.
De nationale vergadering bestaat uit 137 afgevaardigden en worden ook voor een periode van vier jaar gekozen. Van alle afgevaardigden hebben 15 leden een nationale verantwoordelijkheid, verder heeft elke provincie recht op twee afgevaardigden en tot slot is er een afgevaardigde per 200.000 inwoners.
De huidige grondwet werd in 2008 bij referendum goedgekeurd. Sinds 1936 is stemmen verplicht voor alle geletterde personen van 18-65 jaar, maar optioneel voor alle andere burgers.

## Bevolking

### Bevolkingsgroepen en -spreiding
De bevolking van Ecuador is etnisch divers. Het is moeilijk om de exacte aantallen en omvangen te bepalen, doordat niet alle bewoners zich hebben laten registreren en doordat het Instituto Nacional de Estadística y Censo del Ecuador (Nationaal Instituut voor de Statistiek en Bevolkingstellingen van Ecuador) de neiging heeft om de cijfers te flatteren ten gunste van de mestiezen, die inderdaad de grootste bevolkingsgroep zijn, al is het maar de vraag hoe groot. 
Geschat wordt dat de mestiezen, mensen van gemengde Spaans-indiaanse afkomst, meer dan 65% van de bevolking uitmaken. De omvang van de indianen van de Andes wordt hevig betwist. Het Nationaal Instituut voor de Statistiek houdt het op een kleine 7% van de bevolking, maar volgens belangengroepen maken zij zeker 25% van de bevolking uit. Verder bestaat tussen de 7 en de 10% van de bevolking uit blanke afstammelingen van de Spanjaarden, en er zijn afstammelingen van Afrikaanse slaven die door de Spaanse kolonisten naar Ecuador waren gebracht. In de steden worden ook mensen van Arabische afkomst gevonden, voornamelijk immigranten uit Libanon en hun nazaten.
Oorspronkelijk woonde de bevolking voornamelijk in de centrale hooglanden, maar tegenwoordig wonen er evenveel mensen in de laaglanden aan de kust als in de hooglanden. Een verandering in de agrarische industrie was de belangrijkste oorzaak van de verhuizing naar de kust. In de 20e eeuw vond er ook migratie naar de grote steden plaats. Tegenwoordig woont 55% van de bevolking in steden. Drie procent van de bevolking van Ecuador woont in het Ecuadoraans deel van het Amazonebekken. Dit zijn voornamelijk indianen die, in afzondering van de rest van de bevolking, nog op traditionele wijze leven. In het Ecuadoraanse Amazonebekken zijn negen indianenstammen bekend (te weten de Quichua, Shuar, Achuar, Huaorani, Siona, Secoya, Shiwiar, Záparo en Cofan). Sinds de jaren 70 van de 20e eeuw hebben zich ook mestiezen in het Amazonebekken gevestigd, als gevolg van de olie-exploitatie. Dit had een snelle groei van de stad Nueva Loja (Lago Agrio) tot gevolg, alsmede een substantiële ontbossing en het uitsterven van de Tetete-indianen.

### Migratie
Ecuador werd in 2008 het eerste land ter wereld dat migratie als een grondrecht opnam in de grondwet. Het Ministerie van Buitenlandse Zaken voert de naam Ministerio de Relaciones Exteriores y Movilidad Humana (MREMH - Sp. Ministerie voor Buitenlandse Betrekkingen en Menselijke Mobiliteit). Volgens Artikel 40 van deze grondwet wordt het recht op migratie van personen erkend en zal geen mens worden geïdentificeerd of als illegaal worden beschouwd vanwege diens migratiestatus.

### Welvaart
Ecuador is erin geslaagd om in 8 jaar tijd de armoede drastisch te doen dalen. In 2014 bedroeg dit cijfer 22,5% terwijl dit in 2006 nog 37,6% was. Volgens het IMF heeft Ecuador de achtste grootste economie van Latijns-Amerika.

### Onderwijs en analfabetisme
Het onderwijs is gratis en verplicht voor kinderen van 6 tot 14 jaar oud. In de praktijk verlaten veel kinderen de school echter al eerder. In de landelijke gebieden blijft slechts een derde van de kinderen tot het 12e levensjaar de school bezoeken. Slechts 10% van hen bezoekt vervolgens het middelbare onderwijs. Volgens de grondwet van 1979 moet de overheid 30% van haar inkomsten besteden aan onderwijs. In de praktijk wordt een veel kleiner percentage aan dat doel besteed. Toch voert de overheid programma's uit om het schoolbezoek te verbeteren en om analfabetisme terug te dringen. Het schoolbezoek groeit jaarlijks met 4,4%, hetgeen een snellere groei is dan de bevolkingsgroei.
De universiteiten zijn vrij toegankelijk. De academische standaarden zijn in de tweede helft van de 19e eeuw echter ernstig gedaald, door een grote groei van het aantal studenten en doordat politiek haar intrede deed in de universitaire wereld. De overheid werkt nu aan een systeem van nationale accreditatie van de universiteiten.

## Natuur
De natuur in Ecuador kreeg, via het Pachamama beginsel, in 2008 bescherming in de grondwet, een wereldprimeur in het milieurecht. Enkele natuurgebieden:
- Amazoneregenwoud
- Galapagoseilanden
- Nationaal park Sangay
- Nationaal park Yasuní

Biosfeerreservaten (totaal 199.928 km²):
- Reserva de Biosfera Archipiélago de Colón (147.619 km²)
- Reserva de Biosfera Yasuni (16.820 km²)
- Reserva de Biosfera Podocarpus - El Cóndor (11.401 km²)
- Reserva de Biosfera Macizo del Cajas (9766 km²)
- Reserva de Biosfera Sumaco (9312 km²)
- Reserva de Biosfera Bosque Seco (5010 km²), deel van Reserva de Biosfera Bosques de Paz (grensoverschrijdend, 16.170 km² totaal)

## Bezienswaardigheden
- Cuenca (Ecuador)
- Galapagoseilanden
- Nationaal park Sangay
- Quito
- Guayaquil
- Ingapirca

 Argentinië ·  Bolivia ·  Brazilië ·  Chili ·  Colombia ·  Ecuador ·  Guyana ·  Paraguay ·  Peru ·  Suriname ·  Uruguay ·  Venezuela